# Era Rusi
Era Rusi, född 22 november 1985, är en albansk sångerska. Rusi var nära att få representera Albanien i Eurovision Song Contest år 2006, då hon i Festivali i Këngës 44 slutade på en andra plats med låten "Nuk je ëndërr". 

## Biografi
Rusi inledde sin musikaliska bana som barn. År 1996 vann hon förstapriset vid Festivali i Zerave të rinj i Tirana. År 1999 debuterade hon i Kënga Magjike med låten "Lotët e ëngjëllit". 2003 slutade hon tvåa i talangprogrammet Na i eukairia i Grekland. 
2005 debuterade hon i Festivali i Këngës. Med låten "Nuk je ëndërr" lyckades hon ta sig vidare till finalen. I finalen slutade hon tvåa, endast slagen av Luiz Ejlli. 2008 ställde hon upp i Festivali i Këngës 47 med låten "Shpirt i humbur" och slutade på 15:e plats i finalen efter att ha fått 50 poäng. Tidigare samma år deltog hon i Kënga Magjike 10 med låten "Askush nuk është perfekt". Under år 2009 debuterade hon i Top Fest med låten "Para vetës" och nominerades i samma tävling till bästa dansnummer. Senare år 2009 ställde hon upp i Festivali i Këngës 48 med "Fjalë dhe gjunjë". Hon tog sig till finalen och efter att ha fått 48 poäng slutade hon på 18:e plats av 20 deltagare. 
2010 framförde hon bidraget "Gipsy Lover" i Kënga Magjike 12. Hon tilldelades i samma tävling priset för bästa röst. Året därpå hette hennes bidrag i Kënga Magjike 13 "Një lamtumirë" för vilket hon i finalen tilldelades TV-priset. För tredje året i rad ställde hon år 2012 upp i Kënga Magjike, denna gång med låten "Gjashtë Mars". Hon tog sig till final efter att ha slutat 16:e i huvudtävlingen och tilldelades Çesk Zadeja-priset.
I november 2013 deltog Rusi i Kënga Magjike 2013 tillsammans med GB MC och med låten "Gjuju". De slutade i finalen på 12:e plats med 444 poäng. De tilldelades även pris för bästa samarbete. I mars 2014 presenterade Rusi låten "Hajde më në" med vilken hon deltar i Top Fest 11. Låten skrevs av Rozana Radi med musik av Adrian Hila.

## Diskografi

### Singlar
- 1999 – "Lotët e ëngjëllit"
- 2005 – "Nuk je ëndërr"
- 2008 – "Shpirt i humbur"
- 2008 – "Askush nuk është perfekt"
- 2009 – "Para vetës"
- 2009 – "Ikën dhe vjen"
- 2009 – "Fjalë dhe gjunjë"
- 2010 – "U Make Me Feel Hot"
- 2010 – "Gipsy Lover"
- 2011 – "Ti e di"
- 2011 – "Një lamtumirë"
- 2012 – "Feeling"
- 2012 – "Gjashtë Mars"
- 2013 – "Gjuju"
- 2014 – "Hajde më në"